# Un somriure com el teu
Un somriure com el teu (títol original: A Smile Like Yours), és una pel·lícula estatunidenca dirigida per Keith Samples i estrenada el 1997. Ha estat doblada al català

## Argument
Danny i Jennifer Robertson, una parella d'uns trenta anys, intenten, en va, tenir un fill. Fan diversos exàmens mèdics i s'assabenten que Danny és estèril. Aniran de decepció en sorpresa quan, en el mateix lapse de temps, Danny s'entera que Jennifer coneixia la seva infertilitat des de feia molt de temps…

## Repartiment
- Greg Kinnear: Danny Robertson
- Lauren Holly: Jennifer Robertson
- Joan Cusack: Nancy Tellen
- Jay Thomas: Steve Harris
- Jill Hennessy: Lindsay Hamilton
- Christopher McDonald: Richard Halstrom
- Shirley MacLaine: Martha

## Al voltant de la pel·lícula
- Razzie Awards 1997: Lauren Holly nominada per «el premi a la pitjor actriu. »